# 崎本大海
崎本 大海（さきもと ひろみ、1986年8月23日 - ）は、日本の俳優、タレント、歌手、資産運用アドバイザー、実業家。
東京都練馬区出身、たむらプロ所属。

## 来歴
母親の勧めで6歳のときから劇団東俳に所属し、子役として活動していた。1994年に舞台でデビュー、1995年にテレビドラマ初出演（当初は「崎元大海」という表記で、1997年頃に「崎本」と改められた）。その後中高生役で『キッズ・ウォー4』、ドラマ愛の詩『天使みたい』などに出演し、2004年下半期の連続テレビ小説『わかば』の高原光役で注目を集める。
2006年1月に劇団東俳T-PROJECTから三輪事務所への移籍を発表。2007年1月にたむらプロへ移籍したことを発表。同年12月28日、PureBoysに加入。2枚のシングルと2度の公演に参加し、2009年6月14日に卒業。PureBoys時代の愛称は「もってぃ」。
2008年12月から『クイズ!ヘキサゴンII』に出演、予選ペーパーテストでは常に上位の成績で、「イケメン秀才キャラ」「ヘキサゴンの次世代エース」と称された。番組常連出演者ヘキサゴンファミリーの一員となり、同番組発のユニット・南明奈のスーパーマイルドセブン、フレンズに参加。番組での愛称は「サキモン」「サッキー」など。『ヘキサゴンII』のほか、『超タイムショック』、『Qさま!!』などのクイズ番組に数度出演している。
2010年8月11日、アリオラジャパンからシングル「サヨナラ」でソロ歌手デビュー。同年公開の映画『草食系男子。』、『リメンバーホテル』、2011年公開の『ギャングスタ』と続けて主演を務めた。
2013年2月、ドラマ『科捜研の女』の若手刑事・木島修平役に抜擢され、足掛け4シーズンに渡りレギュラー出演した。
2020年1月、崎本大海によるコミュニティサイト『Crews+plus』を設立。
2020年5月、友人の俳優・長田成哉と共にYouTubeチャンネル『Hiromi & Seiya's HANGOUT』を開設。
2021年2月、TikTokにてアニメーションで金融知識をわかりやすく学べるチャンネルを開設。自らアニメーションの台本を書き、声の出演までこなしている。この活動を報告したインスタグラムの動画では「初めて俳優という立場ではなく、自分個人として何かを制作しようと思った」「自分の思いをすべて込めた」「この先にやりたいこと、本当に目指したい未来、夢がある」と語り、『崎本大海の第2ステージ』であるとしている。
2021年4月より、オンライン投資セミナー『酒匂×川口のゴールデンアワー』にMCとして参加。芸能人などの同業を含めたフリーランス活動家への支援等を行うため、数年前より知り合いが経営する会社に勤めて資産運用と金融について学んでいたことを明かした。現在は資産運用アドバイザーとして自分の会社を経営している。
2022年4月28日、自身初となる著書『もうお金で悩まない』を出版。
2022年9月、YouTubeチャンネル『放課後金融サキモトくん』を開設。自身の知識と経験を活かして、お金にまつわる情報発信をしていく。

## 人物
- 趣味：エレクトリックベース、水泳、スキー[2]。
- 資格：普通自動車免許、自動二輪免許、2級ファイナンシャル・プランニング技能士[17]。
- 海城中学校・高等学校、慶應義塾大学法学部政治学科卒業[18]。高校2年生のときに「3年生になったら大学受験のため芸能活動を休止する」と発表したが[19]、『わかば』の出演が決定したことで撤回[20]。国立大学は諦めたが、早慶に一般入試で現役合格した[18]。元CBCアナウンサーの小川健太は慶應義塾大学時代の同級生である[21]。
- 劇団東俳の同世代の子役出身者に浅利陽介がいる。同じく子役出身者で、『わかば』など一緒の仕事が多かった内野謙太（テアトルアカデミー出身）のことを「腐れ縁」と語っている[22][23]。
- 2022年1月11日に一般女性と結婚したことを自著の発売日に合わせて発表した[24]。

### 資産運用アドバイザーの道へ
- 複雑な家庭環境の中で生まれ育ったが経済的には裕福な方で、子供の頃はお金に関して困ったことがなかった。大学在学中から『クイズ!ヘキサゴンII』や『花ざかりの君たちへ〜イケメン♂パラダイス〜』に出演し高収入を得るようになったことで舞い上がってしまい、将来のことなど何も考えずにタワーマンションに住み、高級外車や飲み代で散財するといった華やかな生活を送っていた。しかしヘキサゴン終了後から徐々に仕事が減っていき、収入が少なくなっていたにも関わらず生活水準を落とせなかったことから、気が付いた時にはお金に困るようになっていた。『闇金ウシジマくん』では借金取りの役を演じながら、私生活では消費者金融から借金をする生活をしていた。このままではいけないと思い直し、知人の会社で事務の仕事をするようになったことで、自分がいかに世間のことやお金に関して無知だったかを思い知った。それが金融の世界へ足を踏み入れるきっかけになったとYouTube番組「街録ch〜あなたの人生、教えて下さい〜」や自著などで赤裸々に明かしている。なお、最大借金額は約400万円あったが、32歳（2019年）の時に家族や知人への借金も含めて完済している[25][26][27][28]。
- 30歳に近づくにつれて俳優の仕事が徐々に少なくなっていき、自分の時間が増え、その間に何か形に残るようなことをしたいと考えて行政書士の資格[29]やファイナンシャルプランナー3級（2021年には2級を取得[27]）、保険販売の資格を取得した。そんな中で、周りの人たちのプラスになるようなことが自分にできないかという意識が芽生え始めていった[30]。
- 芸能生活も長くなるにつれて同業者やフリーランスで活動している人たちがお金のことで困ってアーティスト活動を止めたり、トラブルを抱えて変な方向へ行ってしまうのを沢山見るようになり、そのようなことが起こらないように自分なりのやり方で支援したいと思って、本格的に資産運用と金融の勉強を始めた。セカンドキャリアを踏み出そうと考えている人やパラレルキャリアを目指す人たちを応援し[31]、ゆくゆくは芸能界と投資家を繋ぐファイナンスを成立させる要になる事が夢である[32][27]。
- 現在は資産運用アドバイザーとして会社経営をしており、自分が本当にやりたいと思っている仕事をやるために、俳優業はしばらくセーブするとインスタライブなどで語っている[33]。

## 出演

### テレビドラマ

#### 1995年 - 2005年
- 最高の片想い 第8話（1995年3月、フジテレビ） - 中井大介 役
- スーパー戦隊シリーズ（テレビ朝日）
  - 超力戦隊オーレンジャー 第29話「踊る!侵略塾!!」（1995年9月） - マサオ 役
  - 未来戦隊タイムレンジャー 第17話「ねじれた正拳」（2000年6月） - 浦和誠 役
- ピュア（1996年1月 - 3月、フジテレビ） - 遠山竜太 役
- 七星闘神ガイファード 第4話（1996年4月、テレビ東京） - スイミングスクールの生徒 役
- 透明人間 第11話（1996年7月、日本テレビ） - 沢木純平 役
- コーチ 第5話（1996年8月、フジテレビ） - 大森辰徳 役
- 心はロンリー気持ちは「…」X（1997年2月、フジテレビ）
- ドラマ30
  - 失業白書（1997年3月 - 5月、CBC） - 赤津高志 役
- こんな恋のはなし 第1話（1997年7月、フジテレビ） - 原島修一郎（少年時代） 役
- ビーチボーイズ 第4話（1998年7月、フジテレビ） - 大崎俊介 役
- 大河ドラマ（NHK）
  - 徳川慶喜（1998年） - 徳川慶喜（少年時代） 役
  - 葵 徳川三代（2000年） - 石田重家 役
  - 北条時宗（2001年） - 北条時輔（少年時代） 役
- ウルトラマンダイナ 第20話「少年宇宙人」（1998年1月、MBS） - 岸悟 役
- 世にも奇妙な物語 '98春の特別編「5分後の女」（1998年4月8日、フジテレビ）
- はぐれ刑事純情派 第11シリーズ 第9話「死体に万札が!?貸し渋った男」（1998年5月、テレビ朝日）- 平井弘樹 役
- ブラザーズ 第6話（1998年5月、フジテレビ） - 真鍋ケンタロウ 役
- 美少女H 第11話「My Dear Boy」（1998年6月、フジテレビ）
- やまとなでしこ 第5話（2000年11月、フジテレビ） - 宮脇祐也（少年時代） 役
- ココだけの話 第1回「ビビンパ」（2001年1月13日、テレビ朝日）
- ある日、嵐のように（2001年4月 - 6月、NHK） - 堀井圭吾 役
- 蜜蜂の休暇（2001年6月 - 7月、NHK） - 鳴海杉彦（少年時代） 役
- 連続テレビ小説（NHK）
  - さくら（2002年4月 - 9月） - 高松祥平 役
  - わかば（2004年9月 - 2005年3月） - 高原光 役
    - わかば・光の特別編（2004年12月29日）
    - わかば 新春スペシャル（2005年1月3日）
- キッズ・ウォー4（2002年9月 - 11月、CBC） - 黒木祐太郎 役
  - キッズ・ウォー XmasSP（2002年12月25日）
- 金曜エンタテイメント TEAM3（2002年9月20日、フジテレビ） - 荒木 役
- 天使みたい（2003年7月 - 9月、NHK） - 大滝航 役

#### 2006年 -
- 柳生十兵衛七番勝負　島原の乱（2006年4月 - 6月、NHK） - 天草四郎時貞 役
- みこん六姉妹（2006年10月 - 11月、CBC） - 片桐翼 役
- 大河ドラマ 風林火山（2007年、NHK） - 福島彦十郎 役
- 白虎隊（2007年1月、テレビ朝日） - 飯沼貞吉 役
- 夏雲あがれ（2007年6月 - 7月、NHK） - 曽根仙之助 役
- 花ざかりの君たちへ〜イケメン♂パラダイス〜（2007年7月 - 9月、フジテレビ） - 京橋新 役
- 土曜ドラマ 勉強していたい!（2007年9月、NHK） - 九鬼祥一 役
- 四つの嘘（2008年7月 - 9月、テレビ朝日） - 大森基 役
- ギラギラ（2008年10月 - 12月、テレビ朝日） - 裕樹 役
- ガラス色の恋人（2009年2月21日、NHK） - 月野圭介 役
- 必殺仕事人2009 第16話「食品偽装」（2009年5月15日、朝日放送） - 池辺四郎 役
- 陽炎の辻〜居眠り磐音 江戸双紙〜3 第13話（2009年8月1日、NHK） - 井筒遼次郎 役
- 捜査検事 近松茂道9〜安寿と厨子王伝説殺人事件（2010年3月17日、テレビ東京） - 宇佐美剛史 役
- ドラマ10芸能社（2010年5月18日 - 6月15日、NHKワンセグ2） - AD・薬師寺史郎 役
- 闇金ウシジマくん（毎日放送） - 高田 役
  - Season1（2010年10月 - 12月）
  - Season2（2014年1月 - 3月）
  - Season3（2016年7月 - 9月）
  - 闇金ウシジマくん外伝 闇金サイハラさん（2022年9月 - 12月）
- 陽だまりの樹（2012年4月 - 6月、NHK BSプレミアム） - 福沢諭吉 役
- ぼくの夏休み（2012年7月 - 8月、東海テレビ） - 上条耕作 役
- ハイスクール歌劇団☆男組（2012年10月6日、CBC） - 三谷雅司 役
- 科捜研の女 （テレビ朝日） - 木島修平 役
  - 第12シリーズ 第6話 - 最終話（2013年2月21日 - 3月14日）
  - 第13シリーズ（2013年10月17日 - 2014年3月13日）
  - 科捜研の女 クリスマススペシャル（2013年12月25日）
  - 第14シリーズ（2014年10月16日 - 12月11日）
  - 科捜研の女 年末スペシャル（2014年12月21日）
  - 科捜研の女 正月スペシャル（2015年1月18日）
  - 第15シリーズ 第1話（2015年10月15日）
- 俺たち絶体絶命!（2013年7月21日、BS-TBS） - 竜司 役
- 仮面ライダーシリーズ（テレビ朝日）
  - 仮面ライダー鎧武/ガイム（2013年10月6日・2014年1月19日・8月10日） - 角居裕也 役
  - 仮面ライダーゼロワン 第10話・第11話・第23話・第24話（2019年11月10日 - 17日・2020年2月16日 - 23日）- 松田エンジ 役
- モザイクジャパン（2014年5月 - 6月、WOWOW） - 森岡雅人 役
- ラスト・ドクター〜監察医アキタの検死報告〜 第3話（2014年7月25日、テレビ東京） - 園山修司 役
- ほっとけない魔女たち 第1話 - 第5話（2014年9月1日 - 5日、東海テレビ） - 池波亮 役
- デスノート 第2話（2015年7月12日、日本テレビ） - 裕木田 役
- トットちゃん!（2017年12月） - 中村八大 役
- 越路吹雪物語（2018年） ‐ 森継男 役
- 日曜ワイド 「越後純情刑事・早乙女真子」（2018年1月28日） ‐ 中村克己 役
- 月曜名作劇場 「警視庁機動捜査隊216 Ⅸ 硝子（ガラス）の絆」（2018年6月18日） - 浜名俊介 役
- 連続テレビ小説 半分、青い。 第83話（2018年7月6日、NHK） - 堀井 役
- 遺留捜査 第5シリーズ 第7話（2018年8月30日、テレビ朝日） - 宇多田貴史 役
- おかしな刑事18（2018年10月21日、テレビ朝日） ‐ 桜井良行 役
- 相棒 season17 第4話（2018年11月7日、テレビ朝日） ‐ 久我雄作 役

### バラエティ番組
- クイズ!ヘキサゴンII（2007年8月29日・2008年12月 - 2011年9月、フジテレビ）
- 今夜完全決着!7大歴史ミステリーSP!!（2009年12月28日、テレビ東京）- 徳川吉宗 役
- 原宿ネストカフェ（2012年12月22日、TBS） - 拓郎 役
- ふじびじ（フジテレビ） - 「めざましどようび」内で放送。
- くりぃむクイズ ミラクル9（テレビ朝日） -  不定期出演
- 歴史秘話ヒストリア「第244回 偉大なる父・信玄よ! 〜若きプリンス 武田勝頼の愛と苦悩〜」（2016年2月3日、NHK） - 武田勝頼 役
- ラストキス〜最後にキスするデート（2016年3月22日、TBS）
- 古舘トーキングヒストリー「〜忠臣蔵、吉良邸 討ち入り 完全実況〜」（2016年12月10日、テレビ朝日） - 間十次郎 役

### 映画
- ウルトラマンゼアス2 超人大戦・光と影（1997年4月） - 星見勇気 役
- メシア 〜伝えられし者たち〜（2004年1月） - 潤 役
- かまち（2004年3月） - 飯島隆（16歳時） 役
- 男たちの大和/YAMATO（2005年12月） - 常田澄夫 役
- 地下鉄に乗って（2006年10月） - 小沼真次 役
- まぼろしの邪馬台国（2008年11月） - 宮崎誠 役
- ゼロの焦点（2009年11月） - 鳴海亨 役
- 草食系男子。（2010年2月） - 主演 草野羊一 役
- リメンバーホテル（2010年7月） - 徳澤直子、佐藤ありさとトリプル主演 田上浩二 役
- 大奥（2010年10月） - 山元 役
- ギャングスタ（2011年2月） - 主演 川谷銀二 役
- ガチバン アルティメイタム（2011年8月） - 大和田銀次 役
  - ガチバン アルティメイタム2（2011年9月）
- 闇金ウシジマくん（2012年8月） - 高田 役
  - 闇金ウシジマくんpart2（2014年5月）
  - 闇金ウシジマくんpart3（2016年9月）
  - 闇金ウシジマくんザ・ファイナル（2016年10月）
- おー!まい!ごっと!神様からの贈り物（2014年1月、六車俊治監督）
- 劇場版 仮面ライダー鎧武 サッカー大決戦!黄金の果実争奪杯!（2014年7月19日） - 角居裕也 役
- 人狼処刑ゲーム〜たとえ君が狼でも僕が君を守る〜（2015年3月）
- キリング・カリキュラム〜人狼処刑ゲーム序章〜（2015年8月）
- 科捜研の女 -劇場版-[34]（2021年9月）-  木島修平 役

### 舞台
- たぬき（1994年3月、歌舞伎座） - 梅吉 役
- わかば（2005年8月、明治座） - 高原光 役
- じゅわっと（2006年10月、博品館劇場） - 東清一 役
- 蝉しぐれ（2008年5月、明治座） - 小和田逸平 役
- PureBOYS act.2 『7Dummy's Blues.』（2008年8月、青山円形劇場）
- 回天 第一部 真二天一流（2008年11月、せんがわ劇場）
- PureBOYS act.3 『7 Color Candles』（2009年6月、サンシャイン劇場）
- 梅咲きぬ（2010年2月2日 - 21日、御園座） - 八木仁之助 役
- 朗読劇 私の頭の中の消しゴム（2010年5月 - 6月、ル テアトル銀座） - 浩介 役
- マイホーム・オン・ザ・ビーチ 〜ヘキサな海の家〜（2010年8月、東京グローブ座） - ダイ 役
- 忠臣蔵（2010年9月/11月、御園座/博多座） - 大石主税 役
- 銀河英雄伝説 第一章 銀河帝国篇（2011年1月、青山劇場） - キルヒアイス 役
  - 銀河英雄伝説外伝 オーベルシュタイン篇（2011年11月、さくらホール）
- カレーライフ（2011年5月、天王洲 銀河劇場） - コジロウ 役
  - 朗読劇 カレーライフ（2011年12月、サンシャイン劇場）
- 清水の次郎長（2012年3月、博品館劇場） - 森の石松 役
- 舞台「戦国BASARA2」（2012年5月 - 6月、ル・テアトル銀座 他） - 竹中半兵衛 役
- ザ・ベストハウス123 on Stage!! 〜おかしなおかしな探偵物語!…は、コレだ!!〜（2012年6月、伝承ホール）
- 朗読劇 しっぽのなかまたち（2012年12月、全労済ホール スペース・ゼロ）
- ハンサム落語（2013年2月、シアターサンモール）
  - ハンサム落語 第二幕（2013年8月、赤坂REDシアター）
- 恋模様義賊世噺（2013年3月、三越劇場）
- 青の祓魔師 〜青の焔 覚醒編／京都 不浄王編〜（2014年6月、サンシャイン劇場） - 奥村燐 役
- 丸美屋食品ミュージカル アニー（2015年4月 - 5月、新国立劇場中劇場） - ルースター 役
- 劇団TEAM-ODAC第20回本公演 『saigoノbansan(2016)』（2016年3月、全労災ホール） - 主演・山北悠斗 役
- ミュージカル『TARO URASHIMA』（2016年8月、明治座）- ムサシ 役[35]
- AND ENDLESS 20周年記念公演『ENDorphin』日替わりゲスト（2016年12月24日、全労災ホール）
- ふるあめりかに袖はぬらさじ（2017年7月 - 8月、明治座） - 多賀谷 役
- マクベス（2019年2月、三越劇場） - マルカム 役
- 劇団TEAM-ODAC第31回本公演『浮遊するfitしない者達』（2019年4月、俳優座劇場） - 獣 役
- "一騎討ちProject" prduce by 清水一輝『吼える』（2019年5月、CBGKシブゲキ、朝日放送ABCホール） - 鳴海 役
- モーションロックオペラ『Life pathfinder 2019 Tour to the end.』（2019年7月、吉祥寺シアター）

### テレビアニメ
- ジビエート（2020年7月 - 9月） - 美樹本伊佐夫 役[36]

### CM
- ロッテスノー「雪印 トルコ風アイス」（2003年）
- ベネッセ「進研ゼミ 高校講座」（2003年）

### オリジナルビデオ・DVD
- 破天荒力 A Miracle of Hakone（2008年2月） - 主演 “僕” 役
- スミレ刑事の花咲く事件簿 episode1（2011年8月、SUMIRE LABO） - 加茂川正臣 役
- 魔法のiらんどDVD「Six Days」（2008年、角川エンタテインメント） - 春日光希 役
- スペース・スクワッド ギャバンVSデカレンジャー（2017年） - ラーズ 役

### 配信・インターネット
- オンラインセミナー『酒匂×川口のゴールデンアワー』（2021年4月28日 - 2023年2月22日、TRADE×TRADE） - MC

### ラジオドラマ
- 青春アドベンチャー バッテリー（2000年4月17日 - 28日、NHK-FM）
- 青春アドベンチャー 移動都市（2010年6月7日 - 18日、NHK-FM） - ベヴィス・ポッド 役[37]
- FMシアター つきのふね（2010年7月24日、NHK-FM） - 智 役[38]
- FMシアター もう一度、夫婦で（2015年2月14日、NHK-FM） - 源 役[39]
- サタデードラマハウス 美男子劇場　そして誰かがいなくなった（2017年8月、全4回、JFN系列）[40]

### PV
- キマグレン「リメンバー」（2010年6月、less than zero）

## 作品
※PureBoys、ヘキサゴンファミリーなど参加ユニットの作品群は各頁参照のこと。

### CD
アリオラジャパンより発売

#### シングル
| 枚 | タイトル                                | 発売日        | 規格品番                                                         |
| -- | --------------------------------------- | ------------- | ---------------------------------------------------------------- |
| 1  | サヨナラ                                | 2010年8月11日 | BVCL-118/9（初回盤） BVCL-120（通常盤）                          |
| 2  | 夜更けのバラッド                        | 2011年1月26日 | BVCL-171/2（初回盤A） BVCL-173（初回盤B） BVCL-174（通常盤）     |
| 3  | 変わりゆく世界の中で/海沿いグラフィティ | 2011年9月7日  | BVCL-249/250（初回盤A） BVCL-251/2（初回盤B） BVCL-253（通常盤） |
| 4  | 鳴らない電話                            | 2012年8月22日 | BVCL-362/3（初回盤） BVCL-364（通常盤）                          |

#### アルバム
| 枚 | タイトル | 発売日         | 規格品番                                |
| -- | -------- | -------------- | --------------------------------------- |
| 1  | ONE      | 2012年11月28日 | BVCL-446/7（初回盤） BVCL-448（通常盤） |

### DVD
- Love Story〜太陽のキセキ〜（2009年9月16日発売、ポニーキャニオン）

### 書籍
写真集
- LOVE STORY〜海のキセキ〜（2009年8月20日発売、学習研究社、ISBN 4054042740）

著書
- もうお金で悩まない（2022年4月28日発売、扶桑社、ISBN 4594091016）

## プロデュース
- 声優による新感覚朗読劇「ファンタジスタ」（2023年） - プロデューサーの一人として参加